# 6093 Makoto
6093 Makoto este un asteroid din centura principală de asteroizi.

## Descriere
6093 Makoto este un asteroid din centura principală de asteroizi. A fost descoperit pe 30 august 1990 la Kitami de Kin Endate și Kazuro Watanabe. El prezintă o orbită caracterizată de o semiaxă mare de 2,48 ua, o excentricitate de 0,13 și o înclinație de 6,2° în raport cu ecliptica.